# Autassassinophilie

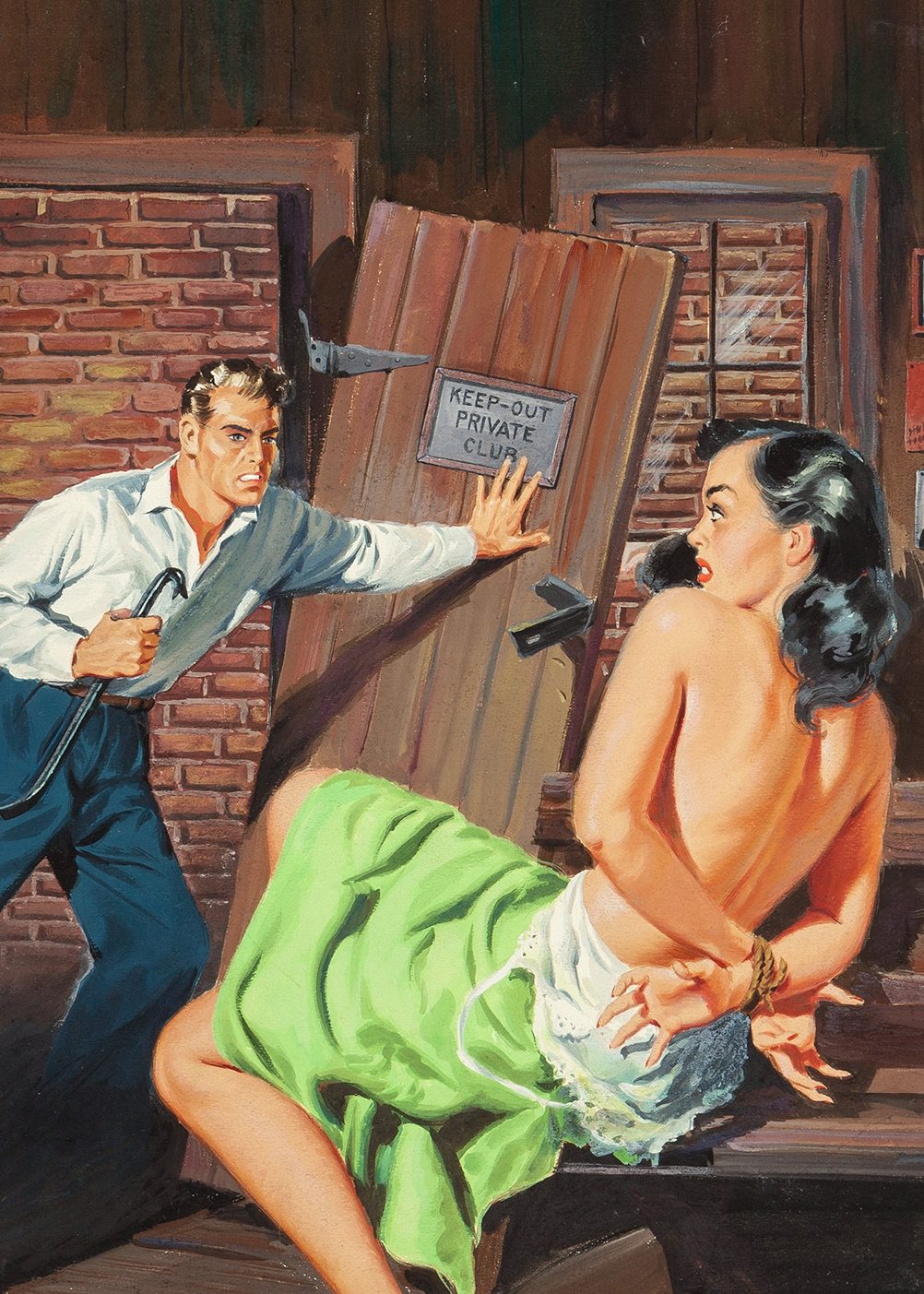
Les magazines relatent souvent l'image de femmes excitées face au danger.

L'autassassinophilie est une paraphilie dans laquelle un individu est sexuellement attiré par le risque d'être tué. Ce fétichisme peut inclure certains facteurs qui peuvent mettre en danger la vie d'autrui, comme la noyade ou l'étranglement.